# Кушей, Васил
Ва́сил Ку́шей (чеш. Vasil Kušej; род. 24 мая 2000, Усти-над-Лабем) — чешский футболист, нападающий клуба «Славия» и сборной Чехии.

## Клубная карьера
Кушей — воспитанник клубов «Усти-над-Лабем» и дрезденского «Динамо». В 2019 году он был включён в заявку на сезон последних, но так и не дебютировал за основной состав. В том же году Васил на правах аренды перешёл в австрийский «Ваккер». 24 сентября в поединке Кубка Австрии против ГАКа Кушей дебютировал за основной состав. 4 октября в матче против «Капфенберга» он дебютировал во Второй лиге Австрии.
Летом 2020 года Кушей на правах аренды вернулся в «Усти-над-Лабем». 21 августа в матче против «Варнсдорфа» он дебютировал в чешской ФНЛ. 3 октября в поединке против «Славой Вышеград» Васил забил свой первый гол за «Усти-над-Лабем».
Летом 2021 года Кушей перешёл в «Простеёв». 1 августа в матче против дублёров пражской «Спарты» он дебютировал за новую команду. 13 августа в поединке против своего бывшего клуба «Усти-над-Лабем» Васил забил свой первый гол за «Простеёв». В начале 2023 года Кушей подписал контракт с клубом «Млада-Болеслав». 29 января в матче против «Зброёвки» он дебютировал в Первой лиге. 18 февраля в поединке против «Градец-Кралове» Васил забил свой первый гол за «Младу-Болеслав».

## Международная карьера
В 2019 году в составе юношеской сборной Чехии Кушей принял участие в юношеском чемпионате Европы в Армении. На турнире он сыграл в матче против команды Франции, Норвегии и Ирландии. В поединке против ирландцев Васил забил гол.
В 2023 году Кушей в составе молодёжной сборной Чехии принял участие в молодёжном чемпионате Европы в Румынии и Грузии. На турнире он сыграл в матчах против команд Англии, Германии и Израиля.
20 ноября 2023 года в отборочном матче Евро-2024 против сборной Молдовы Кушей дебютировал за сборную Чехии.

## Статистика выступлений за сборную
| Матчи за сборную Чехии | Матчи за сборную Чехии | Матчи за сборную Чехии | Матчи за сборную Чехии | Матчи за сборную Чехии | Матчи за сборную Чехии  | Матчи за сборную Чехии |
| ---------------------- | ---------------------- | ---------------------- | ---------------------- | ---------------------- | ----------------------- | ---------------------- |
| №                      | Дата                   | Оппонент               | Счёт                   | Голы                   | Соревнование            |                        |
| 1                      | 20 ноября 2023         | Молдова                | 3:0                    | -                      | Отборочный матч ЧЕ-2024 |                        |
| 2                      | 10 сентября 2024       | Украина                | 3:2                    | -                      | Лига наций 2024/25      |                        |
| 3                      | 6 июня 2025            | Черногория             | 2:0                    | -                      | Отборочный матч ЧМ-2026 |                        |
| 4                      | 9 июня 2025            | Хорватия               | 1:5                    | -                      | Отборочный матч ЧМ-2026 |                        |